# Junonia villida
Junonia villida is een vlinder uit de familie Nymphalidae, de vossen, parelmoervlinders en weerschijnvlinders. De vlinder komt voor in het Australaziatisch gebied. De spanwijdte varieert tussen de 40 en 55 millimeter.
Waardplanten van de rupsen zijn onder meer weegbree, leeuwenbek, duizendguldenkruid en ereprijs.